# Hoskonsaari
Hoskonsaari är en ö i Finland. Den ligger i sjön Rauanjärvi och i kommunen Juga i den ekonomiska regionen  Joensuu ekonomiska region  och landskapet Norra Karelen, i den centrala delen av landet, 400 km nordost om huvudstaden Helsingfors. Öns area är 23,5 hektar och dess största längd är 1 kilometer i nord-sydlig riktning.